# Sterreschans (buitenplaats)
Sterreschans is een buitenplaats aan de rivier de Utrechtse Vecht in het dorp Nieuwersluis in de Utrechtse gemeente Stichtse Vecht. 
De buitenplaats is ontstaan in de 17e eeuw op de plek waar in 1673 een schans werd gebouwd ter verdediging tegen de oprukkende Fransen: de Starreschans. In 1688 werd deze versterking geslecht en de militaire functie werd overgenomen door Fort Nieuwersluis. Vervolgens is op de vrijgekomen plek door David Rutgers de buitenplaats Sterreschans gebouwd. Vandaag de dag is het gewaardeerd als rijksmonument. In 1997 is een theekoepel van Sterreschans herbouwd.
Het dak van het hoofdgebouw is, net als dat van de naastgelegen buitenplaats Rupelmonde, bedekt met de zogenaamde, relatief zeldzame,  Oegstgeester dakpan.
Bewoners sinds 1688
1688 - 1731 David Rutgers
1733 - 1734 Wijna Leeuw van Lennep
1734 - 1758 Adriaan Rutgers
1758 - 1759 Cornelia van Mekeren
1759 - 1769 Estienne Ferrand
1769 - 1774 Maria Anselijn
1744 - 1775 Hendrik Joh. Maggel van Altena
1775 - 1795 Frank van der Goes
1795 - 1799 Dirk Hendrik Bosboom
1799 - 1815 Geertruy Bosboom
1815 - 1837 Adriaan Paets van Troostwijk
1837 - 1859 Hendrik Jacob Doude van Troostwijk
1859 - 1911 Willem Isaäc Doude van Troostwijk
1911 - 1918 Wilhelmina Louise Doude van Troostwijk
1918 - 1957 mr. dr. Willem Isaäc Doude van Troostwijk
1957 - Lodewijk Willem Doude van Troostwijk
1994 - Frits Kroymans